# Khadim N'Diaye
Serigne Khadim N'Diaye (Dakar, 5 de abril de 1985) é um ex-futebolista senegalês que atuava como goleiro.

## Carreira
Khadim N'Diaye representou o elenco da Seleção Senegalesa de Futebol no Campeonato Africano das Nações de 2017.